# Crise et Chuchotements
 (avril 2022).
Si vous disposez d'ouvrages ou d'articles de référence ou si vous connaissez des sites web de qualité traitant du thème abordé ici, merci de compléter l'article en donnant les références utiles à sa vérifiabilité et en les liant à la section « Notes et références ».

Affiche.

Crise et Chuchotements est un film documentaire luxembourgeois de 2022 écrit et réalisé par Jossy Mayor et Laurent Moyse. Produit par Rishon Films, avec la participation du Film Fund Luxembourg, il est co-produit avec RTL Luxembourg. Le documentaire retrace la crise financière de 2008, telle qu'elle s'est déroulée au Luxembourg racontée par des journalistes, des universitaires ainsi que des protagonistes de cette intervention de l'Etat, notamment Luc Frieden et Jeannot Krecké, respectivement Ministre du Budget et Ministre de l'Economie. Le film a eu sa Première lors du Luxembourg City Film Festival (LUXFILMFEST) le 9 mars 2022. Le film est sorti dans plusieurs salles de cinéma au Luxembourg le 18 mai 2022.

## Fiche technique
- Réalisation et scénario : Jossy Mayor et Laurent Moyse
- Photographie : Carlo Thiel / Fabien Spas
- Ingénieur du son : François Martig / Arnaud Mellet / Philippe Kohn / Alain Goniva
- Montage : Jean-Luc Simon
- Musique : Rafaël Leloup
- Directeur de Production : Mathieu Fallara
- Producteur : Jossy Mayor
- Sociétés de production : Rishon Films, avec la participation du Film Fund Luxembourg
- Société de coproduction : RTL Luxembourg
- Société de distribution : Rishon Films
- Pays d'origine : Luxembourg
- Genre : histoire, affaires publiques, crise financière
- Durée : 71 minutes